# Revolución industrial en España

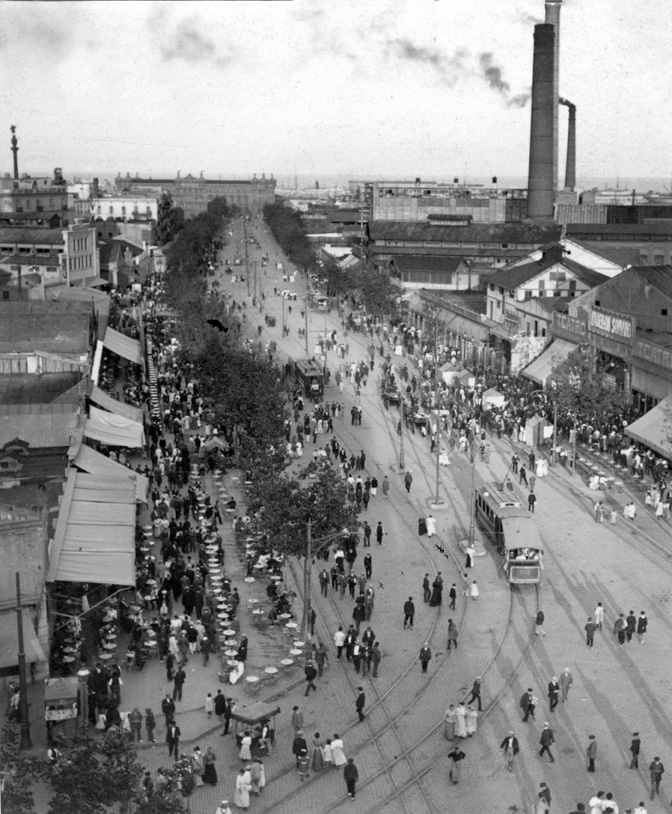
Avenida Parallel de Barcelona (1913), mirando al este mostrando las chimeneas de la central eléctrica que abastecía las industrias de la zona.

La revolución industrial en España o revolución industrial española es un concepto historiográfico que designa a las diferentes manifestaciones que se dieron en España del proceso histórico global denominado revolución industrial, especialmente de su primera fase (primera revolución industrial) -de mediados del siglo XVIII a mediados del siglo XIX-, puesto que las siguientes se suelen denominar segunda revolución industrial -de finales del siglo XIX a mediados del siglo XX- y tercera revolución industrial -finales del siglo XX y comienzos del siglo XXI-.
Como concepto económico, desvinculado de sus aspectos historiográficos, se refiere al proceso de industrialización en España.
Ambas formas de entender los mismos hechos y procesos son analizables desde diversos puntos de vista, como su ritmo particularmente lento, dado el carácter precoz en sus inicios y su largo desarrollo, al menos en relación con otros países europeos como Gran Bretaña o Alemania.

## Antecedentes

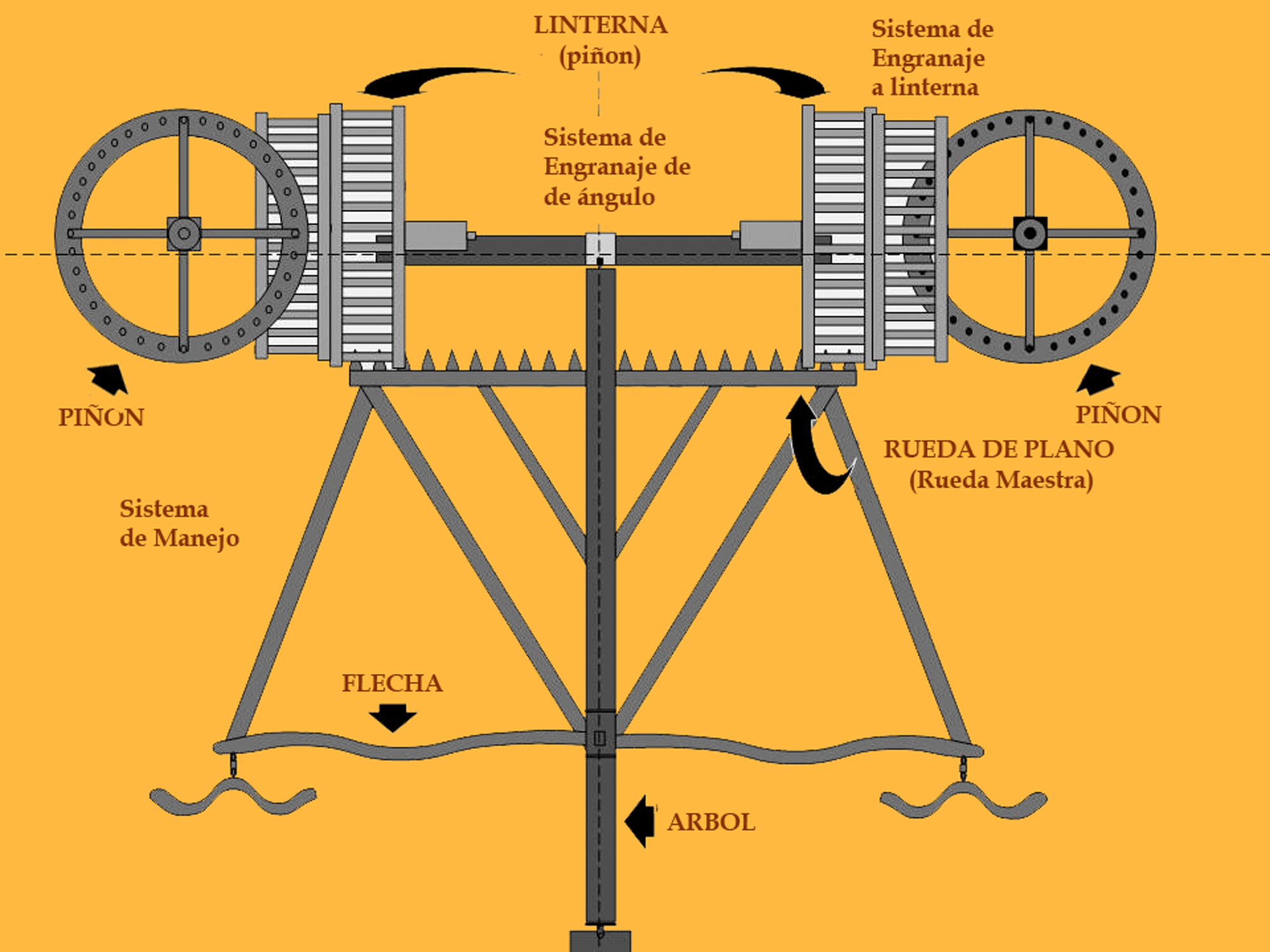
Sistema de manejo utilizado en las máquinas laminadoras de plata de la ceca de Potosí en 1767.

Al estudiar los inicios de la industrialización en España y compararlos con la revolución industrial de Inglaterra se observa que los principales hechos que habían dado lugar a esta comenzaron en el último tercio del siglo XVIII en Inglaterra, con una acumulación primitiva de capital financiero que llevó a cambiar las estructuras agrarias existentes. Estos cambios generaron excedentes en la producción de productos alimenticios. Este excedente liberó mano de obra de la agricultura que pudo dedicarse a las nuevas actividades productivas además de contribuir a la mejora de las rentas agrarias facilitando un mercado interior para la propia producción industrial.
En contraposición a Inglaterra, entre finales del siglo XVIII y comienzos del siglo XIX la economía española en su conjunto presentaba una economía mercantilista en la que no se localizaban los mecanismos de apropiación y acumulación propios del modelo capitalista.
Los hechos principales que demoraban el desarrollo industrial español pueden sintetizarse en los siguientes:
- La existencia de un mercado interior reducido y fragmentado. El mercado español era, según palabras de Josep Fontana, “una agregación de células rurales aisladas, con un tráfico insignificante entre ellas”. La razón fundamental de la compartimentación del mercado era la ausencia de medios de transporte que conectaran adecuadamente los distintos mercados locales. Existía también un bajo nivel de demanda que venía motivado por la baja densidad de población en España en comparación con países vecinos y por un nivel de renta que se encontraba también debajo de otros países avanzados europeos como Francia e Inglaterra.
- La presencia de una agricultura tradicional de subsistencia con un fuerte componente de autoconsumo que solo intercambiaba escasos excedentes por productos procedentes de la pequeña industria artesanal local.
- La situación general del Estado, con un déficit presupuestario permanente, arrastrado desde que se puso término a las remesas americanas de plata. Este déficit permanente condicionaba la política económica forzando la emisión masiva de deuda pública, agravado por un sistema tributario que no lograba generar ingresos suficientes. Esto contribuía al denominado efecto expulsión de la economía privada y al estrangulamiento de la misma por parte del Estado, que impedía el nacimiento de nuevos proyectos privados al acaparar con deuda pública la financiación que habría sido necesaria para emprender esos proyectos privados.
- El limitado número de instituciones financieras adecuadas para impulsar el proceso de industrialización.

La excepción a toda esta situación fue Cataluña donde sí se podían encontrar condiciones de un proceso similar al llevado a cabo en Inglaterra. En el caso catalán la producción agrícola desde principios del siglo XVII se vio encauzada hacia la comercialización a través de una mayor intensificación y especialización de los cultivos. Este proceso se vio reforzado por la existencia de una fuerte demanda exterior. A esto se añade una acumulación externa de capital originada por el comercio colonial.
Otros factores de trascendencia en el retardo del proceso de industrialización en España son:
- Un menor impulso de la empresa en España, en comparación con otros países europeos como Inglaterra, Alemania y Holanda.
- El nivel de la tecnología y la educación en España eran menores que sus vecinos europeos. Por ejemplo, en 1874 el nivel de analfabetismo era del 54,2 por ciento en los hombres y del 74,4 por ciento en las mujeres.

## La industrialización

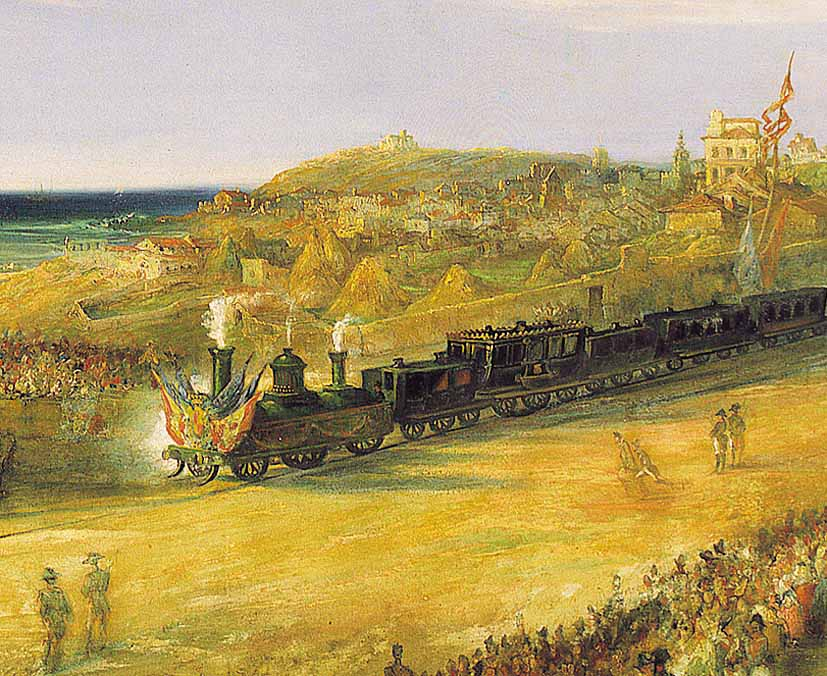
Inauguración del ferrocarril a Langreo. Cuadro de Jenaro Pérez Villamil. 1852.

La situación descrita provocó que la industrialización española se produjera con retraso respecto al proceso iniciado en el resto de Europa occidental. Desde el comienzo del reinado de Isabel II, en 1833, el proceso de industrialización se aceleró mucho. La ausencia de capital suficiente en el interior había limitado hasta entonces el avance del proceso de industrialización. Fue en este periodo cuando se empezó a reemplazar la falta de capitales internos con la inversión procedente del exterior. La financiación exterior jugó un papel fundamental en el proceso industrializador español proporcionando no solo los recursos financieros hasta entonces insuficientes sino también soluciones técnicas ya extendidas por Europa central y del Norte, que empujaron y dinamizaron el proceso industrializador español.

## El nacimiento de la industria moderna
El proceso inicial de industrialización, tuvo lugar en cuatro etapas. El proyecto ilustrado de modernización incluyó grandes manufacturas reales de inspiración colbertista, en sectores de interés estatal, como el armamento, los productos de lujo (porcelana, cristal, tapices) y los monopolios públicos (tabaco); mientras que en lo que respecta al sector algodonero (más comparable a las instalaciones textiles de la primera revolución industrial inglesa), afectó sobre todo a Barcelona (fábricas de indianas), pero no tendrá continuidad por razones bélicas. Entre 1830 y 1854, de nuevo Cataluña incorpora algunas Historia de la industria del algodón en Cataluña#El gran salto (1832-1861)innovaciones textiles con la mecanización del algodón; en Asturias se inicia la siderurgia, y en Málaga se crea otra siderurgia que pronto fracasaría. Entre 1854 y 1866, la construcción de gran parte de la red ferroviaria se convierte en el factor principal de unidad del mercado nacional, contribuyendo decisivamente a consolidar la industria textil catalana. Por fin, en el período 1874-1898, se refuerza el proceso de industrialización en los sectores textil y siderometalúrgico de Cataluña y la franja cantábrica, respectivamente, porque son zonas más accesibles a Europa debido a su situación costera septentrional, y en el caso astur-vasco porque, además, es la zona mejor dotada en recursos básicos, como el carbón y el mineral de hierro.

### ElsigloXVIII

Hiladora tipo "jenny", modelo en Museo de la Industrialización Temprana en Wuppertal Alemania)

Barcelona, Alcoy y la vertiente septentrional vasca tenían ya una rica tradición comercial, artesana y de relaciones internacionales con Europa y América, muy propicia a la innovación. Este ambiente favorable acogió en la primera mitad de siglo, en Cataluña, las nuevas técnicas de trabajo del algodón y de la siderometalurgia, que estuvieron a punto de introducirse en Vascongadas y lo hicieron débilmente en Asturias. La guerra de la Independencia primero y las guerras Carlistas después frustraron estos proyectos.
En Alcoy existe constancia de fábricas textiles en el año 1561. El documento es un acta en el que se refleja la aprobación de reglas del gremio, titulado Capitols y ordenasions del offici de perayres de la Villa de Alcoy decretats par lo Gobernador de Valensía. En este apartado se encuentran 65 capítulos donde se regula el funcionamiento del oficio textil. Asimismo también se regulaban la calidad mínimas que debía tener al producción para poder venderse con el sello de fabricada en Alcoy. El proceso de fabricación en Alcoy surgió del aprovechamiento de la energía hidráulica para reconvertir antiguos batanes harineros en maquinaria útil para la confección de hilo.  En el siglo XVIII se estableció oficialmente la "Bolla" que era un organismo donde se agrupaban las fábricas de a ciudad para ofrecer una garantía que certificaba la calidad y el acabado de los géneros textiles. En dicho lugar se recogían muestras textiles de toda la producción para controlar su calidad. Los que eran conformes se bollaban (era así como se conocía el hecho de marcar con el sello de calidad que aseguraba su origen alcoyano). El papel también tuvo un lugar destacado como motor de la industria alcoyana desde el siglo XVIII, desarrollándose las primeras fábricas de papel de fumar, las cuales exportarían y comercializarían su producto alrededor de todo el mundo. Unido a todas estas industrial y dadas las malas comunicaciones de la época surgieron siderurgias especializadas en los componentes de las fábricas textiles y papeleras.
Las primeras manufacturas de indianas y lienzos estampados aparecieron en Barcelona durante el primer tercio de siglo, en los años 1720 y 1730, al abrigo de una política proteccionista, con medidas tales como prohibir la entrada de géneros extranjeros y asignar subsidios a la importación del algodón y de otras materias primas. Según se desprende de las «Ordenanzas de Fábricas de Indianas, Cotonadas y Blavetes», que fomentan la calidad de la producción y obstaculizan la proliferación anárquica de los establecimientos. En 1756 existen ya 15 fábricas con franquicia real, y otras tantas sin ella. En la segunda mitad de siglo sigue la expansión: 25 unidades, de las que 2 se hallan en Manresa y una en Mataró. Se trata de fábricas de escasa dimensión, con 100 telares la mayor, y entre 14 y 50 la mayoría. En 1775, además del número de fábricas de indianas, se sabe que entre todas dan empleo a unas 50.000 personas, en su mayor parte mujeres y niños. En la década de 1780 el número de establecimientos controlados se eleva a 62.
Por lo que respecta a las fábricas de algodón, el aumento es también progresivo: en 1796 hay un total de 135 fábricas de estampado de lienzo y algodón, más 35 fábricas de tejidos de diversos tipos. De acuerdo con este ritmo de crecimiento, Cataluña ocupa en 1785, fecha en que se introducen las primeras máquinas de hilar tipo "Jenny" a la Real Compañía de Hilados de Algodón de Barcelona (creada por Carlos III), el segundo lugar como potencia algodonera, detrás de Inglaterra. El mercado nacional, y sobre todo el americano, son los clientes del hilado y tejido de algodón, sector que en vísperas de la guerra de la Independencia ocupa a más de 20.000 personas, que trabajan en más de 4.000 telares distribuidos en pequeñas empresas de tipo familiar. La destrucción de la infraestructura textil durante la guerra es el punto final de esta dinámica de corte europeo.
En cuanto a Vascongadas, la Real Sociedad de Amigos del País intenta crear un ambiente propicio para las nuevas técnicas de trabajo del hierro, mediante el envío de «becarios» a Suecia e Inglaterra, y el estudio y la experimentación en el Seminario de Vergara. La mentalidad conservadora de la burguesía y de la nobleza, dueñas de las ferrerías, supone un obstáculo a estas iniciativas, así que la actividad vasca continúa centrada durante el último tercio del siglo XVIII en el comercio que se ejerce desde Bilbao y San Sebastián, en Vitoria y en los puertos secos o aduaneros de Tolosa y Valmaseda, así como en Azpeitia.
Tampoco tienen éxito los esfuerzos realizados en Asturias para modernizar la explotación del carbón e iniciar la siderurgia.

### ElsigloXIX

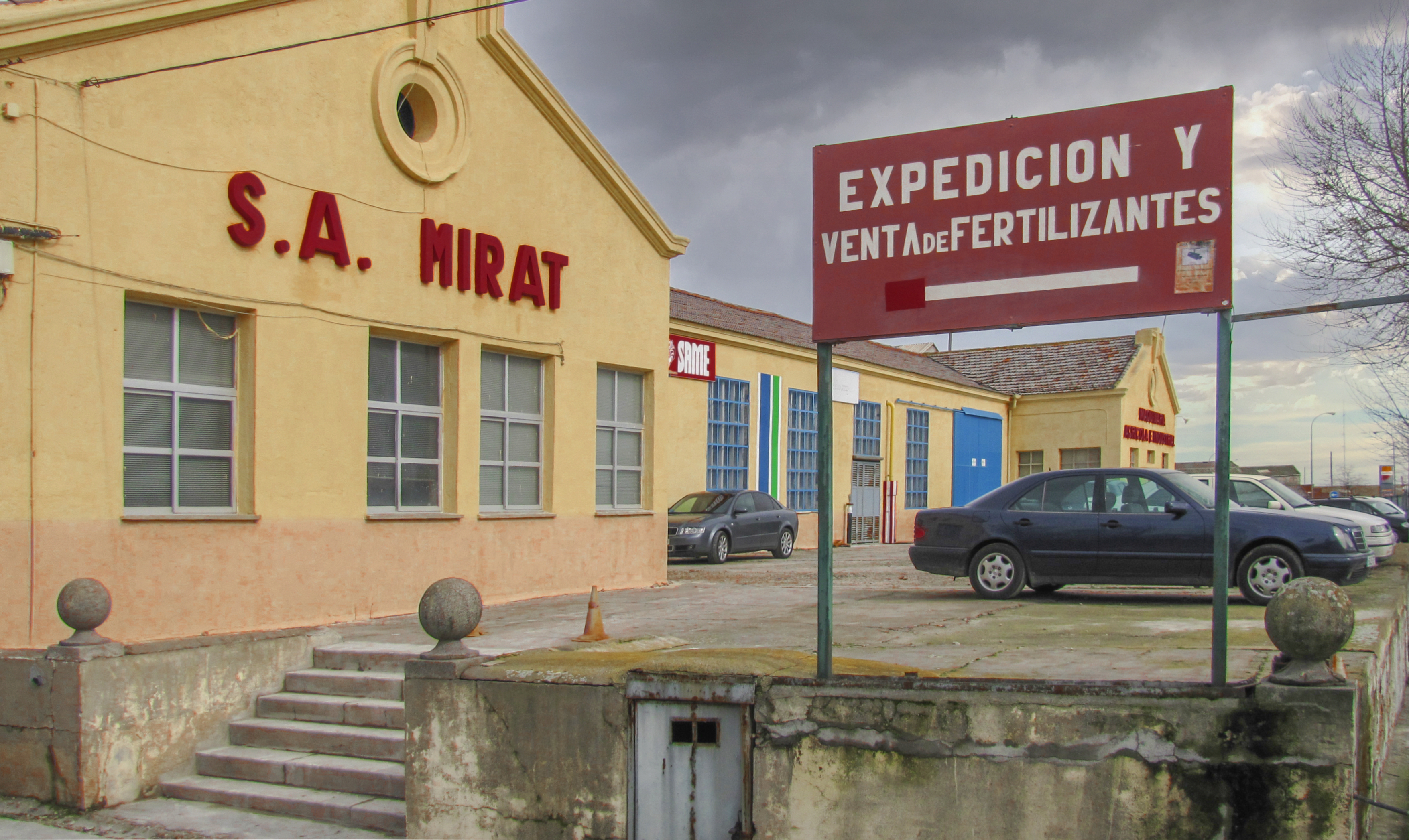
En 1812 se fundó la fábrica de abonos y fertilizantes S.A. Mirat, en Salamanca.

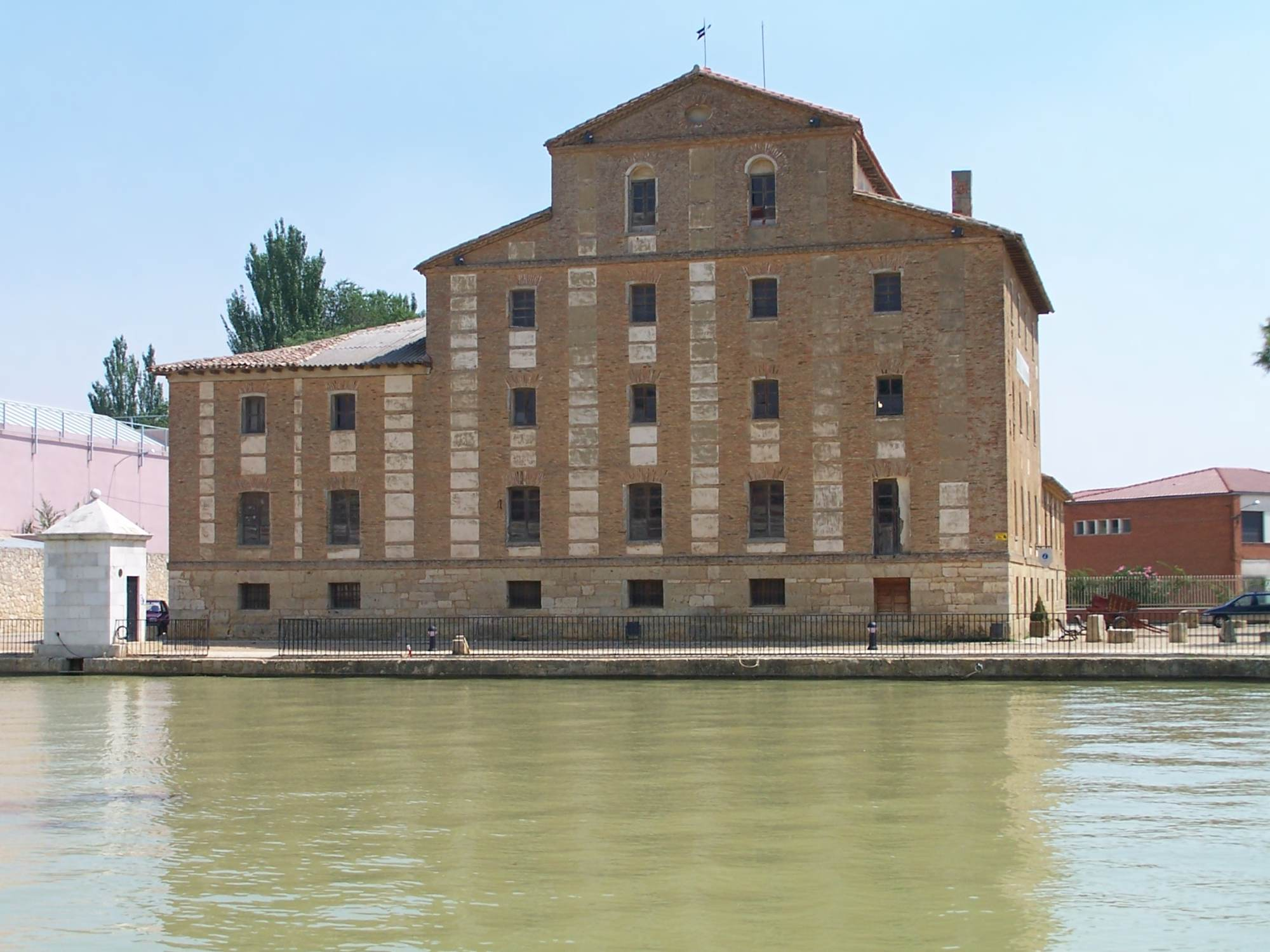
Fábrica de harinas San Antonio en Medina de Rioseco (Valladolid).

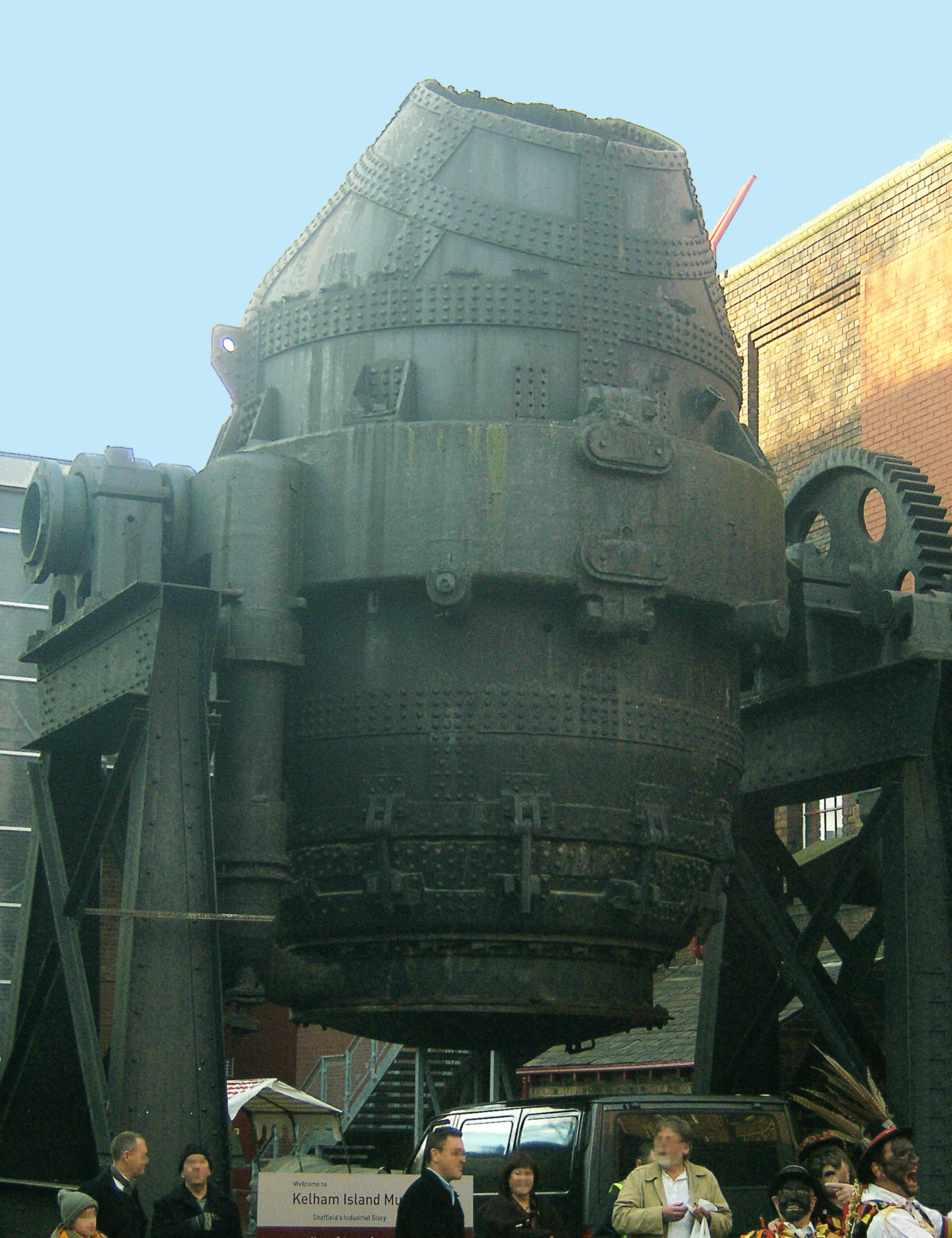
Convertidor Bessemer, que mejoró la calidad del acero siderúrgico.

Dos sectores que en el centro europeo aparecen como catalizadores de la revolución industrial, el agrario y el comercial, no sufrieron cambio alguno en la España del siglo XIX. El sector agrario continuó fijado a las estructuras tradicionales de orden técnico e institucional, y por ello no demanda productos de la siderurgia ni de la química. Pero lo más significativo son las estructuras agrarias, caracterizadas por la acumulación de la tierra en régimen de latifundio en la mitad meridional del país, y por la fragmentación de la propiedad en multitud de explotaciones en la mitad septentrional. Se añaden a los hechos anteriores unos bajísimos niveles de renta de los campesinos, lo que reduce también la demanda potencial de bienes para un posible mercado industrial.
Entre otros factores que obstaculizan la modernización, hay que citar la inestabilidad que suponen los numerosos cambios de gobierno, lo que se traduce en una política industrial contradictoria. Al proteccionismo moderado (1802-1819), sucede el liberalismo moderado (1820-1849) y un largo período de librecambismo (1849-1891), para terminar en un cerrado proteccionismo que caracterizará la política económica española hasta mediados del siguiente siglo. A las guerras de la Independencia y Carlistas sucede un ambiente de guerra civil e inestabilidad interior, que, añadido a las guerras coloniales (1813-1824) y a la progresiva desvinculación de América, dura hasta 1876 y acaba con el tenebroso cuadro de 1898.
Existieron numerosos movimientos anti modernización de la mano del ludismo en España, llegando el primer suceso a la ciudad industrializada de Alcoy. Los sucesos de Alcoy de 1821 fueron una de las primeras manifestaciones de ludismo que hubo en España. Tuvieron lugar el 2 de marzo de 1821, durante el Trienio Liberal del reinado de Fernando VII, cuando unos 1200 campesinos y jornaleros de los pueblos vecinos que cardaban e hilaban lana en sus casas (en el marco del sistema putting-out) asaltaron Alcoy y destruyeron 17 máquinas a modo de protesta por el cambio del sistema productivo.
Con la escasez de capitales y la tardía creación de una infraestructura financiera que pudiera abarcar todo el territorio nacional, se entiende que la iniciativa y financiación de origen exterior tengan un papel decisivo en la explotación de los recursos. La Europa industrial utiliza a España como abastecedora de materias primas, en pocos casos elaboradas, sobreexplotando los yacimientos situados en las proximidades de los puertos. Esta entrada del capital extranjero en la segunda mitad del siglo XIX se hizo predominante ante la debilidad e impotencia de la naciente burguesía española. Esta entrada de capital (canalizada fundamentalmente a través de las Sociedades de Crédito Mobiliario) hizo posible, entre otros cosas, proyectos de construcción de ferrocarriles, la puesta en explotación de recursos mineros y la explotación de servicios públicos urbanos.
En el siglo XIX aparecieron los primeros centros de enseñanza o Escuelas Profesionales Obreras, que tenían por objeto contribuir al perfeccionamiento de determinados oficios industriales y artísticos. Así se crearon centros tales como el Real Conservatorio de Artes de Madrid en el que se organizaban estudios de Mecánica, Física, Química y Delineación. Otro germen histórico de la Ingeniería industrial es el de la Escuela Politécnica Superior de Alcoy, cuyo antecedente más remoto se remonta a 1828, fecha en la que los miembros del organismo gremial de la localidad, la Real Fábrica de Paños y Papel, acordaron fundar el Establecimiento Científico Artístico, centro estructurado en cuatro Cátedras en el que se empezaron a impartir las enseñanzas técnicas.
Entre los minerales que atraen en primer lugar la inversión y la tecnología extranjeras, aparecen tres: el cobre, el cinc y el plomo. Al oeste de Sierra Morena, en la provincia de Huelva, hay una banda cuprífera que incluye piritas y blendas, cuya explotación la inicia en 1855 una compañía francesa, a la que sucede en 1866 otra inglesa. Esta última creó un complejo químico para la producción de sosa cáustica y de ácido sulfúrico en Tarsis, aunque la producción se exporta en su mayor parte sin manipular. En el río Tinto, al Estado sucede en 1873 un consorcio bancario que se apoya en la experiencia extranjera. En 1881, casi la cuarta parte de la producción mundial de cobre es española, y de ella un 70 por ciento procede de la cuenca onubense. También en Sierra Morena y en las estribaciones costeras de las montañas Béticas (Andalucía oriental y Murcia), abundan las minas de plomo, que serán intensamente explotadas por ingleses y franceses, hasta colocar a España en el segundo puesto de la producción mundial de ese metal. Respecto al cinc, la mayor reserva de mineral localizada en Reocín, permitirá sentar los cimientos de la industria química de Torrelavega (Santander). Hay que añadir a las mencionadas explotaciones el mercurio de Almadén (Ciudad Real), cuya comercialización corre a cargo de la familia Rothschild. Otros minerales no metálicos, entre los que destacan las sales potásicas y la sal común, las magnesitas y el espato-flúor, serán objeto de aprovechamientos ulteriores.
La explotación de los yacimientos de mineral de hierro de Vizcaya y Santander representa la más importante aportación española a la industria europea, concretamente inglesa, pero también es el punto de partida más relevante de la industrialización vasca. El descubrimiento en 1856 del convertidor Thomas-Bessemer, que mejora la cantidad y la calidad del acero siderúrgico, y que necesita de un mineral no fosforoso, favorece la industrialización de la cuenca de Bilbao-Somorrostro-Galdames-Guriezo y de la bahía de Santander. A fines del siglo XIX, España se ha convertido en el gran exportador europeo, y el capital británico y muy en segundo lugar el francés organizan la infraestructura mercantil, técnica y viaria.